# Sentmenat (ort)
Sentmenat är en ort i Spanien.   Den ligger i provinsen Província de Barcelona och regionen Katalonien, i den östra delen av landet, 500 km öster om huvudstaden Madrid. Sentmenat ligger 213 meter över havet och antalet invånare är 7 633.
Terrängen runt Sentmenat är platt åt sydost, men åt nordväst är den kuperad. Runt Sentmenat är det mycket tätbefolkat, med 1 573 invånare per kvadratkilometer. Närmaste större samhälle är Badalona, 19,9 km sydost om Sentmenat. 